# Nealeurodicus
Nealeurodicus es un género de insectos hemípteros de la familia Aleyrodidae, subfamilia Aleyrodinae. El género fue descrito primero por Hempel en 1922.

## Especies
La siguiente es la lista de especies pertenecientes a este género:
- Nealeurodicus altissimus (Quaintance, 1900)
- Nealeurodicus bakeri (Bondar, 1923)
- Nealeurodicus fallax Martin, 2004
- Nealeurodicus ingae (J.M.Baker, 1937)
- Nealeurodicus moreirai (Costa Lima, 1928)
- Nealeurodicus octifer (Bondar, 1923)
- Nealeurodicus paulistus Hempel, 1922
- Nealeurodicus petiolaris Martin, 2004